# Zorró legújabb kalandjai
A Zorró legújabb kalandjai (eredeti cím: The New Adventures of Zorro) amerikai televíziós rajzfilmsorozat, amelyet Ray Ellis rendezett.  Az alkotója Johnston McCulley volt, a forgatókönyvet Arthur Browne Jr. írta, a zenéjét Norm Prescott szerezte, a producere Don Christensen és Lou Scheimer volt. A Filmation készítette, a CBS Television Distribution forgalmazta. Amerikában a CBS vetítette, Magyarországon az M2 sugározta.

## Ismertető
A történet főhőse Zorró, aki Don Diegóként tesz úgy, mintha félne, de ahogy magára veszi az álarcot, elindul az éjszakában és előrántja a kardját az igazság érdekében. Ő nem más mint Zorró.

## Szereplők
| Szereplő                     | Eredeti hang    | Magyar hang           |
| ---------------------------- | --------------- | --------------------- |
| Don Diego de la Vega / Zorró | Henry Darrow    | Papucsek Vilmos       |
| Miguel                       | Julio Medina    | Harcsik Róbert        |
| Gonzalez őrmester            | Don Diamond     | Faragó András         |
| Ramon kapitány               | Eric Mason      | Gubányi György István |
| Maria                        | Christine Avila | Oláh Orsolya          |
| Kormányzó                    | Socorro Valdez  | Beratin Gábor         |
| Don Alejandro de la Vega     | Carl Rivas      | Bolla Róbert          |
| Belasco kormányzó            | ?               | Bella Levente         |
| Lucia                        | ?               | Kerekes Andrea        |
| Mario                        | ?               | Élő Balázs            |

## Epizódok
1. Két tűz közt (Three Is a Crowd)
2. Gátszakadás (Flash Flood)
3. A blokád (The Blockade)
4. A megtévesztő hadművelet (The Frame)
5. A pálfordulás (Turnabout)
6. A zsarnok (The Tyrant)
7. A földrengés (Terremoto)
8. A csapda (The Trap)
9. A Ramon-erőd (Fort Ramon)
10. Hatalomátvétel (The Take Over)
11. Kettős kockázat (Double Trouble)
12. Az összeesküvés (The Conspiracy)
13. A rejtélyes utazó (The Mysterious Traveler)